# Tord Wiksten
Tord Erik Wiksten (ur. 30 czerwca 1971 w Byske) – szwedzki biathlonista, brązowy medalista olimpijski.

## Kariera
Pierwszy sukces w karierze osiągnął w 1990 roku zdobywając na mistrzostwach świata juniorów w Sodankylä złoty medal w sprincie. Na rozgrywanych rok później mistrzostwach świata juniorów w Galyatető w tej samej konkurencji był trzeci. W Pucharze Świata zadebiutował 7 marca 1991 roku w Oslo, zajmując 44. miejsce w biegu indywidualnym. Pierwsze punkty zdobył 25 stycznia 1992 roku w Anterselvie, zajmując 17. miejsce w sprincie. Na podium zawodów tego cyklu jedyny raz stanął 4 stycznia 2001 roku w Oberhofie, kończąc sprint na drugiej pozycji. W zawodach tych rozdzielił Francuza Raphaëla Poirée i Niemca Carstena Heymanna. Najlepsze wyniki osiągnął w sezonie 2000/2001, kiedy zajął 40. miejsce w klasyfikacji generalnej.
W 1992 roku wspólnie z Ulfem Johanssonem, Leifem Anderssonem i Mikaelem Löfgrenem wywalczył brązowy medal w sztafecie podczas igrzysk olimpijskich w Albertville. Zajął tam także 48. miejsce w sprincie. Na rozgrywanych dwa lata później igrzyskach olimpijskich w Lillehammer był dziesiąty w sztafecie. Brał też udział w igrzyskach w Salt Lake City w 2002 roku, zajmując 55. miejsce w biegu indywidualnym, 78. w sprincie i 14. w sztafecie. Był też między innymi szósty w sztafecie podczas mistrzostw świata w Borowcu w 1993 roku. Jego najlepszym indywidualnym wynikiem w zawodach tego cyklu było 24. miejsce w sprincie na mistrzostwach świata w Oslo/Lahti w 2000 roku.

## Osiągnięcia

### Igrzyska olimpijskie
| Rok  | Miejscowość    | Konkurencje | Konkurencje | Konkurencje | Konkurencje | Konkurencje | Konkurencje | Konkurencje |
| Rok  | Miejscowość    | IN          | SP          | PU          | MS          | RL          | MR          | SR          |
| ---- | -------------- | ----------- | ----------- | ----------- | ----------- | ----------- | ----------- | ----------- |
| 1992 | Albertville    | –           | 48.         | nd.         | nd.         | 3.          | nd.         | –           |
| 1998 | Nagano         | –           | –           | nd.         | nd.         | 10.         | nd.         | –           |
| 2002 | Salt Lake City | 55.         | 78.         | –           | nd.         | 14.         | nd.         | –           |

### Mistrzostwa świata
| Rok  | Miejscowość         | Konkurencje | Konkurencje | Konkurencje | Konkurencje | Konkurencje | Konkurencje | Konkurencje |
| Rok  | Miejscowość         | IN          | SP          | PU          | MS          | RL          | MR          | SR          |
| ---- | ------------------- | ----------- | ----------- | ----------- | ----------- | ----------- | ----------- | ----------- |
| 1993 | Borowec             | –           | 62.         | nd.         | nd.         | 6.          | nd.         | –           |
| 1996 | Ruhpolding          | –           | –           | nd.         | nd.         | 9.          | nd.         | –           |
| 1997 | Osrblie             | 67.         | 49.         | –           | nd.         | 11.         | nd.         | –           |
| 1998 | Pokljuka/Hochfilzen | nd.         | nd.         | –           | nd.         | nd.         | nd.         | –           |
| 1999 | Oslo/Kontiolahti    | 56.         | 64.         | –           | nd.         | 10.         | nd.         | –           |
| 2000 | Oslo/Lahti          | 25.         | 24.         | 48.         | nd.         | 12.         | nd.         | –           |

### Puchar Świata

#### Miejsca w klasyfikacji generalnej
| Sezon     | Miejsce |
| --------- | ------- |
| 1990/1991 | -       |
| 1991/1992 | 69.     |
| 1992/1993 | 72.     |
| 1995/1996 | -       |
| 1996/1997 | -       |
| 1997/1998 | -       |
| 1998/1999 | 61.     |
| 1999/2000 | 62.     |
| 2000/2001 | 40.     |
| 2001/2002 | 78.     |
| 2002/2003 | 67.     |

#### Miejsca na podium chronologicznie
| Lp. | Dzień      | Rok  | Miejscowość | Konkurencja     | Lokata | Pudła | Czas biegu | Strata | Zwycięzca      |
| --- | ---------- | ---- | ----------- | --------------- | ------ | ----- | ---------- | ------ | -------------- |
| 1.  | 4 stycznia | 2001 | Oberhof     | Sprint na 10 km | 2.     | 0+0   | 24:03,4    | +47,4  | Raphaël Poirée |